# Piper cordiforme
Piper cordiforme är en pepparväxtart som beskrevs av J.A. Steyermark. Piper cordiforme ingår i släktet Piper och familjen pepparväxter. Inga underarter finns listade i Catalogue of Life.